# Enquêtes statistiques de l'Ancien Régime
En France, les enquêtes statistiques sous l'Ancien Régime annoncent les enquêtes sophistiquées et exploitées par l'informatique à partir de la seconde moitié du XXe siècle. Il s'agit plus exactement d'enquêtes générales dans le sens où elles sollicitent la fourniture de renseignements d'ordre général destinés à informer la conduite du royaume.
Très généralement d'origine gouvernementale et confiées aux intendants, elles portent habituellement sur l'ensemble du territoire ; leur objectif étant d'en avoir une meilleure connaissance dans des perspectives plus ou moins étroites et plus ou moins explicites.
C'est dans la mesure où l'enquête vise une connaissance globale, en quelque sorte quantitative, qu'elle peut être qualifiée de "statistique" alors que les valeurs chiffrées peuvent être minoritaires voire absentes.
En réalité, divers aléas, la complexité administrative et le caractère relativement improvisé de ces initiatives n'ont pratiquement jamais permis un éclairage exhaustif du royaume, telle ou telle généralité n'ayant fourni selon toutes apparences aucune réponse ou plus souvent les réponses étant d'une valeur fort inégales en dépit de la précision des questions posées.
Dans tous les cas, les conditions d'obtention de ces données qu'elles soient numériques ou  qualitatives ne permettent pas de leur accorder a priori une bonne fiabilité : confiée aux intendants, c'est finalement du seul zèle de leurs subdélégués que dépendait la valeur des réponses ; ces subdélégués ne disposant eux-mêmes que de sources administratives limitées, essentiellement les rôles fiscaux et les registres paroissiaux.
Une exploitation critique d'une enquête suppose de vérifier autant que possible qu'il s'agit bien d'une information de première main et non d'une actualisation au jugé d'un état plus ancien ou une compilation sans précaution de documents très partiels.
Parmi les motifs d'enquête, les préoccupations financières et donc fiscales occupent la première place : la fiabilité des données fournies était donc réduite par les craintes ataviques de population traditionnellement encline à omettre des ressources ou à en diminuer l'importance.
Parmi les enquêtes inventoriées ci-dessous, celles dont l'objet n'est pas précisé sont les plus générales. Elles sont motivées par un besoin indifférencié d'information sur l'état du royaume ; elles sont donc les plus longues et délicates à satisfaire, mais aussi les plus intéressantes pour les historiens si l'élaboration en a été bien conduite et soignée.
Deux types d'enquêtes ou de rapports administratifs n'ont pas été intégrés à ce sommaire :
- les enquêtes que les intendants pouvaient mener de leur propre autorité par exemple lors de leur entrée en fonction dans la généralité et qui n'avaient par conséquent pas de portée nationale.
- les rapports que les intendants fournissaient avec une certaine régularité tels que des états de récoltes et les statistiques des défrichements. Ces rapports ont été, avec les dénombrements de la population, en raison de leur nécessaire périodicité, l'objet d'une amélioration continue des pratiques statistiques qui se sont précisées et formalisées encore au siècle suivant.

## Les principales enquêtes en France
- Enquête Colbert de 1664
- Agenda pour faire l'instruction du dénombrement des peuples et la description des provinces - Vauban, vers 1685, effort notable de méthodologie des recensements qui aura divers descendants
- Méthode générale et facile pour faire le dénombrement des peuples, mémoire anonyme de Vauban publié en 1686 à Paris, appliquée à quelques villes du nord de la France et selon diverses circonscriptions administratives
- Circulaire du 31 octobre 1694 du contrôleur général Pontchartrain, à la suite de la création de la capitation
- Enquête de 1697 : Mémoire envoyé à tous les intendants par M. le duc de Beauvillier, pour y répondre article par article et servir à l'instruction de Monseigneur le duc de Bourgogne.
- Enquête sur les papeteries, circulaire du 18 avril 1701
- Circulaire du 16 juin 1709, chiffres publiés par le libraire Claude Marin Saugrain
- Circulaire du 9 janvier 1713, dénombrement par feux
- Enquête sur les bestiaux de janvier 1716
- Enquête sur les grains de janvier 1716
- Enquête sur les papeteries, circulaire du 20 juin 1717
- Enquête Dodun de 1724 : perspective fiscale
- Enquête Dodun sur la mendicité, circulaire du 6 octobre 1724
- Enquête Dodun sur les salaires, circulaire du 30 août 1724
- Enquête sur les papeteries, circulaire du 6 mars 1728
- Enquête de 1730, contrôleur général Orry (il n’en reste que des fragments[1])
- Enquête sur les bacs et péages, circulaire du 8 janvier 1731
- Enquête sur les tanneries, circulaire du 27 décembre 1733
- Enquête sur les papeteries, circulaire du 4 janvier 1738
- Enquête sur les mines, circulaire du 18 février 1741
- Enquête sur les mines de charbon, circulaire du 23 février 1742
- Enquête sur les papeteries, circulaire du 15 janvier 1745
- Enquête sur les tanneries, circulaire du 15 janvier 1745
- Enquête Orry de 1745, besoin d'hommes et de ressources pour la guerre de succession d'Autriche (considérée comme perdue, elle a été retrouvée dans les archives du ministère des Affaires étrangères et publiée en 1950[2])
- Enquête sur les marchés des grains, circulaire du 18 septembre 1755
- Enquête sur les tanneries de 1759
- Enquête sur les bacs et péages, circulaire du 10 octobre 1759
- Enquête Bertin de 1762, contrôleur général, très partiellement appliquée
- Enquête sur les mines, du 8 novembre 1764
- Enquête sur les marchés des grains et leur exportation, circulaire du 24 août 1764
- Enquête L'Averdy de 1764,  circulaire du 3 mai 1764
- Enquête de 1760, circulaire Bertin du 22 août 1760, perspective agricole
- Enquête sur l'imprimerie, circulaire du 10 juillet 1764
- Enquêtes sur les clôtures, circulaires du 11 juillet, 22 juillet, 24 juin 1766 (exécuté en 1768)
- Enquêtes sur le commerce des grains de 1768
- Enquête sur le partages des communaux, circulaire du 27 septembre 1768
- Enquête sur les greniers à sel, circulaire du 4 novembre 1771
- Enquête sur les forges, circulaire du 5 mai 1772, (résultat publié : Bertrand Gille, Les forges françaises en 1772, Paris, 1960)
- Enquête sur les papeteries de 1772, circulaire du 14 décembre 1771
- Dénombrement de population de l'Abbé Terray, 1772
- Enquête sur la technique métallurgique, circulaire du 12 décembre 1773, très peu de réponses
- Circulaire du 9 juin 1774, dénombrement de population (résidence du subdélégué et trois paroisses), Turgot
- États des entrepôts du tabac, 1774
- Enquête sur la bienfaisance de 1775
- Enquête sur les papeteries, circulaire du 26 avril 1776
- Enquête sur la corvée, circulaire du 18 avril 1777
- Enquête sur les moulins, pertuis et vannes, circulaire du 4 février 1778
- Enquête sur les chanvres, circulaire du 22 mai 1779
- Enquête sur les foires, circulaire du 27 octobre 1779
- Enquête sur les chanvres, circulaire du 25 octobre 1781
- Enquête de 1780, circulaire Necker du 19 août 1780, perspective agricole
- Enquête sur les bois, circulaire du 19 août 1783
- Enquête sur les manufactures de toiles peintes, circulaire du 9 septembre 1785
- Enquête des Assemblées provinciales de 1787
- Enquête sur les usines et bouches à feu, circulaire du 3 mai 1788
- Enquête sur les droits de marché de 1788
- Enquête sur les papeteries, circulaire du 16 mars 1788
- Enquête sur les tanneries de 1788

## Archives
Les résultats des enquêtes sont loin d'avoir été tous conservés : on ne peut d'ailleurs en donner la proportion puisqu'on ignore généralement le nombre des réponses fournies.
Certaines ont fait l'objet de publications et d'études.
Si les rapports destinés au roi doivent être logiquement recherchés aux Archives nationales, des copies ou autres documents primitifs peuvent être conservés par les Archives départementales ou dans des fonds anciens de bibliothèques municipales.

## Sources